# Ново-Николаевская волость (Херсонский уезд)
Ново-Николаевская волость — административно-территориальная единица Херсонского уезда Херсонской губернии и Криворожского уезда Екатеринославской губернии.

## История
26 февраля 1919 года вошла в состав новообразованного Криворожского уезда.
Упразднена 7 марта 1923 года.

## Характеристика
По состоянию на 1886 год состояла из 5 поселений, 5 сельских общин. Население — 4715 человек (2384 мужского пола и 2331 женского), 608 дворовых хозяйств.
|                        | Площадь, десятин | В том числе пахотной, дес. |
| ---------------------- | ---------------- | -------------------------- |
| Сельских общин         | 14 473           | 7024                       |
| Частной собственности  | 9683             | 2383                       |
| Казённой собственности | 777              | 155                        |
| Другой собственности   | 136              | 120                        |
| Всего                  | 24 969           | 9682                       |

Поселения волости:
- Ново-Николаевка — село при реке Базавлук в 222 верстах от уездного города, 2623 человека, 432 двора, церковь православная, школа, 7 лавок, ежегодная ярмарка.
- Ново-Витебск — колония евреев при прудах, 934 человека, 66 дворов, еврейский молитвенный дом, 3 лавки.
- Ново-Ковно (Чемберская) — колония евреев при прудах, 668 человек, 43 двора, молитвенный дом, лавка.
- Ново-Подольск (Кушинская) — колония евреев при прудах, 432 человека, 55 дворов, земская станция, лавка.
- Штейнбах — колония немцев при реке Базавлук, 58 человек, 12 дворов, лютеранский молитвенный дом.